# صموئيل شامبرلين
صموئيل شامبرلين (بالإنجليزية: Samuel Chamberlain)‏ هو ضابط وكاتب ورسام أمريكي، ولد في 27 نوفمبر 1829 في سنتر هاربور في الولايات المتحدة، وتوفي في 10 نوفمبر 1908 في ورسستر في الولايات المتحدة.

## معرض صور

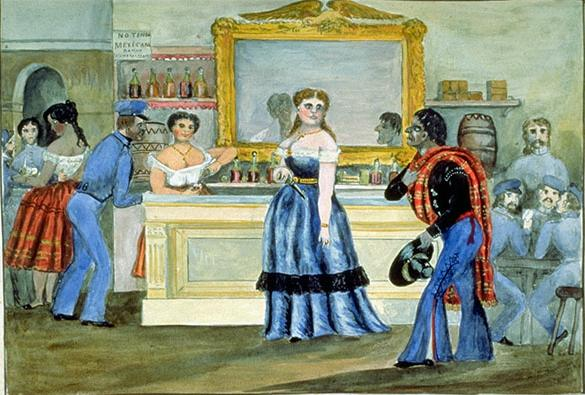
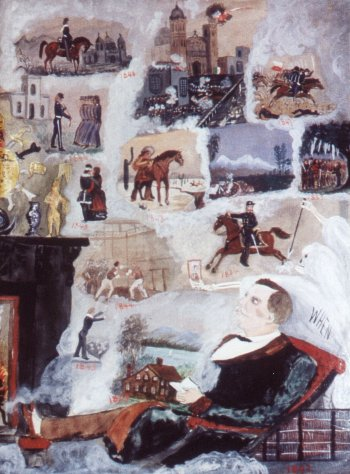